# Anigozanthos kalbarriensis
Anigozanthos kalbarriensis là một loài thực vật có hoa trong họ họ Huyết bì thảo. Loài này được Hopper mô tả khoa học đầu tiên năm 1978.